# Turgut

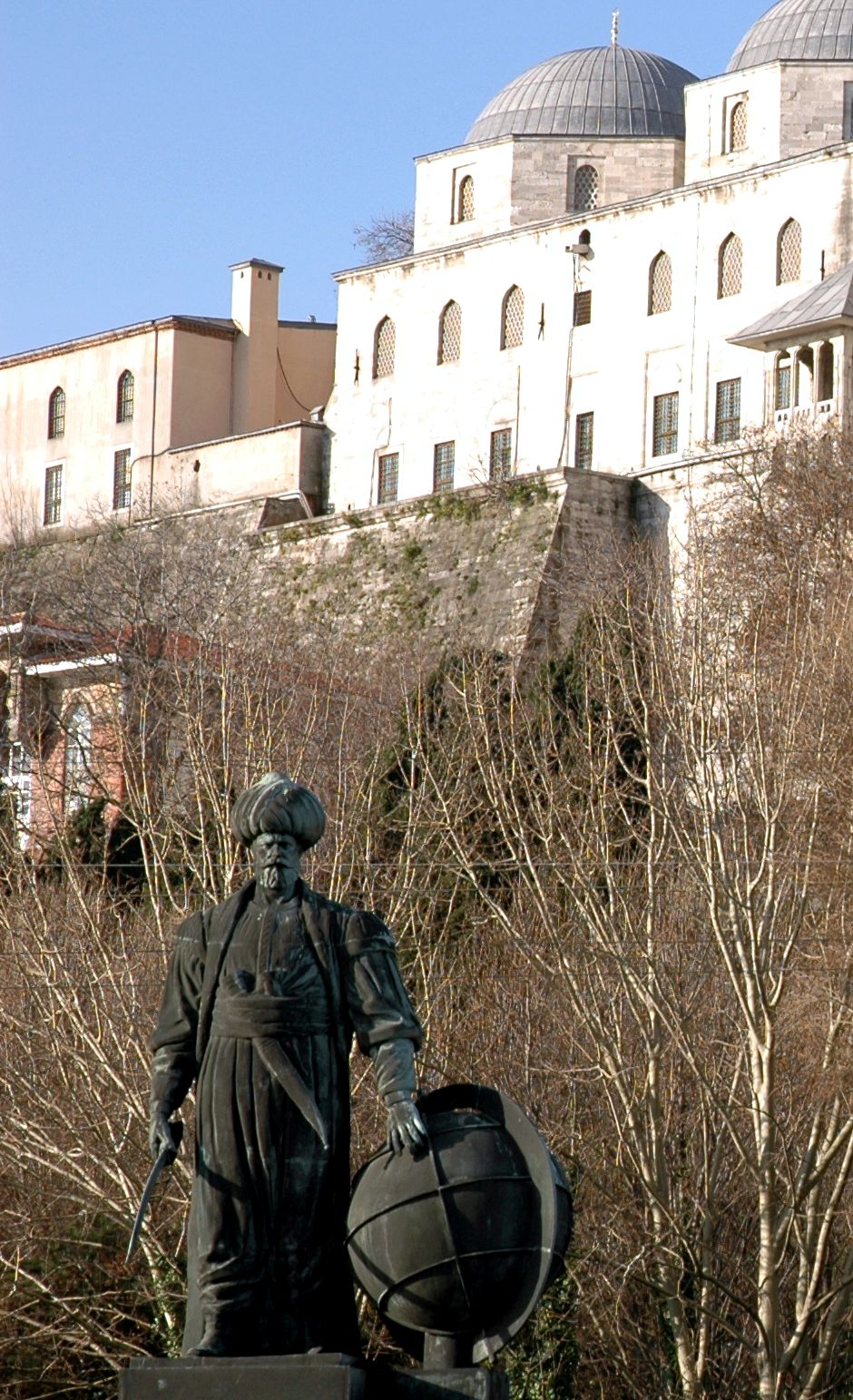
Pomnik Turguta w Stambule

Turgut albo Turgut Reis, czasem także Dragut (ur. ok. 1485, zm. 23 czerwca 1565) – turecki korsarz i admirał floty osmańskiej, jak również dej Algieru; bejlerbej obszaru Śródziemnomorza; a także bej (później pasza) Trypolisu.

## Początki kariery
Turgut urodził się w pobliżu Bodrum, na egejskim wybrzeżu Turcji, jako syn rolnika nazwiskiem Veli. Już w wieku lat 12 został, z powodu jego nadzwyczajnych zdolności w miotaniu oszczepem i strzałami, zauważony przez osmańskiego dowódcę armii i – za przyzwoleniem rodziców – przyjęty do terminu jako kanonier, a w przyszłości specjalista w dziedzinie artylerii oblężniczej, co miało odegrać niepoślednią rolę w przyszłości i pozwolić Turgutowi na zdobycie reputacji znakomitego taktyka. Turgut towarzyszył swemu mistrzowi w czasie osmańskiego podboju Egiptu w 1517 roku, a po jego śmierci udał się do Aleksandrii, gdzie zaciągnął się do floty Sinana Paszy.
Ze względu na swą wiedzę w dziedzinie artylerii natychmiast stał się faworytem sławnego korsarza, a wkrótce po zdobyciu wiedzy żeglarskiej objął dowodzenie brygantyną, której (po kilku zwycięskich eskapadach) został właścicielem. Nieco później Turgut został kapitanem galeoty, którą uzbroił w najnowocześniejsze działa owej epoki. Operował głównie na wschodnich akwenach Śródziemnomorza, atakując szlaki żeglugowe łączące Wenecję z egejskimi wyspami będącymi częścią Republiki.
W roku 1520 przyłączył się do Hayreddina Barbarossy, który został jego opiekunem i najlepszym przyjacielem. Turgut wkrótce awansował obejmując stanowisko zastępcy Barbarossy i dowódcy flotylli 12 galeot. W 1526 zdobył forteczkę na przylądku Passero na Sycylii. W latach 1526–1533 kilkakrotnie napastował wybrzeża sycylijskie i neapolitańskie, gdzie atakował statki utrzymujące łączność pomiędzy Hiszpanią i Włochami. W maju 1533, dowodząc czterema fustami i osiemnastoma barkami, Turgut Reis zagarnął u wybrzeży Eginy dwie weneckie galery.
W czerwcu i lipcu 1538, gdy współdziałał z Barbarossą przeciw Andrei Dorii na Adriatyku, zdobył kilka fortec nadmorskich w dzisiejszej Albanii, a także w Zatoce Ambrakijskiej i na wyspie Leukada. W sierpniu tego samego roku Turgut Reis zdobył Kandię na Krecie i kilka innych posiadłości weneckich na Morzu Egejskim.
We wrześniu 1538, z 20 galerami i 10 galeotami, Turgut dołączył do floty osmańskiej, która pokonała siły Ligi Świętej dowodzone przez Andreę Dorię w bitwie pod Prewezą. W czasie bitwy zdobył galerę papieską zagarniając do niewoli całą załogę z Giambattistą Dovizim, rycerzem, który był jednocześnie opatem klasztoru w Bibbienie.
W roku 1539, dowodząc 36 galerami i galeotami, Turgut Reis odbił z rąk Wenecjan Castelnuovo. W trakcie bitwy zatopił dwie weneckie galery i zdobył trzy dalsze.

## Gubernator Dżerby i niewola
Jeszcze w tym samym roku, gdy Sinan Pasza, dotychczasowy gubernator Dżerby, został mianowany przez sułtana Sulejmana Wspaniałego nowym dowódcą osmańskiej Floty Morza Czerwonego, Turgut Reis został mianowany jego następcą.
Na początku roku 1540 Turgut Reis zdobył kilka genueńskich galer u wybrzeży Ligurii. W kwietniu na czele dwóch galer i 13 galeot, wylądował na Gozo i złupił wyspę. Potem, bazując z Pantellerii, dokonał z 25 okrętami najazdu na wybrzeża Sycylii i Hiszpanii i poczynił tyle szkód, że cesarz Karol V dał Andrea Dorii 81 galer i rozkaz, by ścigał i schwytał korsarza za wszelką cenę. Tymczasem Turgut Reis pożeglował na Morze Tyrreńskie, gdzie zbombardował południowe miasta portowe Korsyki, przede wszystkim Palaskę. Następnie złupił wysepkę Capraia.
Teraz pożeglował ku zachodnim brzegom Korsyki i zatrzymał się – dla naprawy okrętów – w zatoce Girolata. Tam został zaskoczony przez kombinowane siły Giannettino Dorii (bratanka Andrei), Giorgio Dorii i Virginio Orsiniego. Turgut został ujęty i przez cztery lata wiosłował jako galernik na okręcie Giannettina, by następnie trafić do więzienia w Genui. Barbarossa chciał zapłacić za niego okup, ale oferta została odrzucona. W roku 1544, gdy licząca 210 okrętów flota Barbarossy wracała z Francji – wysłana przez sułtana Sulejmana na pomoc królowi Franciszkowi I podczas wojny z Hiszpanią – zatrzymała się pod Genuą. Blokada portu i miasta wymusiła na Genueńczykach przystąpienie do negocjacji. Barbarossa został zaproszony przez by Andrea Dorię dla przedyskutowania warunków w jego pałacu w Fassolo, gdzie obaj admirałowie osiągnęli porozumienie, na mocy którego Turgut Reis został zwolniony za 3500 dukatów w złocie.
Barbarossa dał Turgutowi jeden ze swych okrętów flagowych i dowództwo nad kilkoma innymi okrętami, więc jeszcze w tym samym roku Turgut Reis wylądował pod Bonifacio na Korsyce i zdobył miasto, dokonując zniszczeń w genueńskich posiadłościach. Zaraz potem uderzył na wyspę Gozo, gdzie starł się z siłami Giovanniego Ximenesa i zdobył kilka statków maltańskich wiozących bogate towary z Sycylii. W czerwcu 1545 najechał wybrzeża sycylijskie i zbombardował porty Morza Tyrreńskiego. W lipcu ponownie spustoszył wyspę Capraia, po czym lądował w Ligurii i na Riwierze Włoskiej. Złupił Monterosso, Corniglię, Menarolę i Riomaggiore. W następnych dniach wylądował w Zatoce La Spezia niszcząc Rapallo, Peglię i Levanto. W 1546 roku zdobył Mahdię, Sfax, Susę i Al Munastir w Tunezji, używając później Mahdię jako bazę przeciwko Joannitom na Malcie. W kwietniu 1546 znów najechał Ligurię, gdzie w maju zdobył, na czele tysiąca ludzi Laigueglię w prowincji Savona. Następnie zdobył Andorę i wziął do niewoli podestę tego miasta. Po krótkim odpoczynku wylądował pod San Lorenzo al Mare, gdzie zniszczył wioskę Civezza. Stąd jeszcze raz popłynął w stronę Malty i obległ wyspę Gozo.
W czerwcu 1546 Andrea Doria otrzymał rozkaz od cesarza Karola V zmusić Turguta Reisa do odstąpienia od Malty, w związku z czym Doria założył bazę dla swej floty na wyspie Favignana. Do spotkania sił jednak nie doszło, bowiem Turgut Reis pożeglował w sierpniu do Tulonu, gdzie – w bezpiecznym francuskim porcie – dał swym załogom kilka miesięcy odpoczynku.

## Dowódca Floty, bej Algieru i Trypolisu
Po śmierci Barbarossy w lipcu 1546, Turgut został po nim naczelnym dowódcą osmańskiej Floty Morza Śródziemnego. W lipcu 1547 na czele 23 galer i galeot ponownie uderzył na Maltę będąc pewny, że wobec rewolty, jaka wstrząsnęła Królestwem Neapolu odsiecz dla Malty z tej strony jest mało prawdopodobna. Jego siły wylądowały na Marsa Scirocco, najdalej na południe wysuniętym krańcu wyspy. Stamtąd Turcy pomaszerowali w kierunku kościoła św. Katarzyny. Strażnicy świątynni zobaczywszy ich uciekli w takim pośpiechu, że nawet nie zapalili lontu u beczułki z prochem – wybuch był powszechnie używanym ostrzeżeniem o ataku dla ludności. Złupiwszy wyspę Turgut Reis skierował się ku Przylądkowi Passero na Sycylii, gdzie zaatakował i zdobył galerę Giulia Cicali, syna księcia Vincenza Cicali. Teraz popłynął na Wyspy Liparyjskie i tam, koło Saliny zdobył maltański statek handlowy z wartościowym towarem. Stamtąd udał się do Apulii, gdzie pod koniec lipca zaatakował miasto Salve.
W 1548 Sulejman Wspaniały mianował go Bejlerbejem Algieru. W tym samym roku Turgut nakazał rozpoczęcie budowy, w arsenale floty w Dżerbie, czterorzędowej galery, której zaczął używać w 1549 roku. W sierpniu 1548 wylądował w Castellammare di Stabia w Zatoce Neapolitańskiej i zajął to miasto wraz z pobliskim Pozzuoli. Stamtąd udał się na Procidę. W kilka dni później przechwycił hiszpańską galerę pełną wojska i złota u Przylądka Miseno koło Procidy. W tych też dniach zaatakował i zdobył w Zatoce Neapolitańskiej galerę maltańską La Caterinetta, która przewoziła 70 tysięcy dukatów w złocie zebranych przez joannitów w kościołach we Francji na rzecz wzmocnienia obrony Trypolisu, w tym czasie znajdującego się pod maltańską kontrolą.
W maju 1549, po kolejnym splądrowaniu Rapallo, ruszył do Portofino i San Remo, gdzie przechwycił aragońską galerę z Barcelony Stamtąd pożeglował na Korsykę i ku brzegom Kalabrii, gdzie złupił miasto Palmi.
W lutym 1550, na czele 36 galer, odbił Mahdię, Monastyr, Susę i większość wybrzeża Tunezji. W maju zaatakował porty Sardynii i Hiszpanii. Również w maju próbował bez powodzenia zdobyć Bonifacio na Korsyce. W drodze powrotnej do Tunezji zatrzymał się na Gozo, by uzupełnić zapas wody i dowiedzieć się, jakie są zamiary joannitów, po czym pożeglował ku Ligurii.

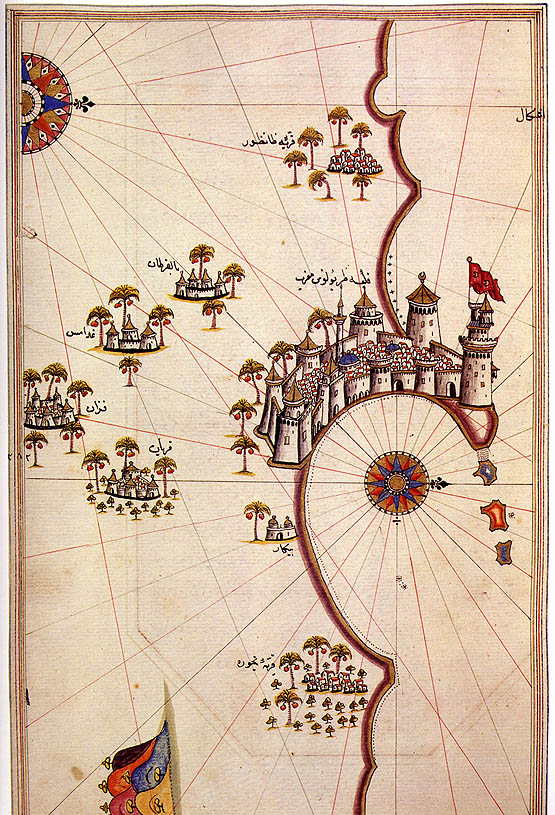
Historyczna mapa Trypolisu Piri Reisa

W czerwcu, gdy Turgut Reis znajdował się na wysokości Genui, Andrea Doria i bailiff zakonu maltańskiego Claude de la Sengle zaatakowali Mahdię. Turgut w tym czasie zajęty był kolejnym pustoszeniem Rapallo, wybrzeży Hiszpanii i Sardynii. Gdy wreszcie wrócił do Dżerby i dowiedział o akcji Dorii i Claude’a de la Sengle’a zebrał 4500 piechoty i 60 spahisów, by ruszyć na pomoc. Nie udało mu się, musiał zawrócić do Dżerby.
We wrześniu Mahdija skapitulowała przed połączonymi siłami hiszpańsko-sycylijsko-maltańskimi. Turgut Reis w tym czasie remontował swoje okręty na plażach Dżerby. W październiku zjawiła się flota Andrea Dorii i zablokowała wejście do wewnętrznej laguny zamykając Turguta w potrzasku. Ogromnym wysiłkiem wykopano płytki kanał i przeciągnięto okręty na drugą stronę wyspy, skąd Turgut Reis odpłynął do Stambułu.
Tam – na polecenie sułtana – Turgut Reis zebrał flotę złożoną ze 112 galer i 2 galeasów oraz 12 tysięcy janczarów, i w roku 1551, wraz z admirałem Sinanem Paszą ruszyli na Adriatyk bombardować i pustoszyć posiadłości weneckie. W maju zbombardowali wschodnie wybrzeża Sycylii, szczególnie miasto Augustę, co było odwetem za udział wicekróla Sycylii w zniszczeniu Mahdii, gdzie wojska koalicji zmasakrowały obrońców. Następnie próbowali zdobyć Maltę, wysadzając desant około 10 000 ludzi w południowym porcie Marsamuscetto. Rozpoczęli oblężenie cytadel Birgu i Isli, a następnie północnego fortu Mdina, ale odstąpili od oblężenia zdając sobie sprawę, że mają za mało wojska. W zamian uderzyli na sąsiednią wyspę Gozo, gdzie przez kilka dni bombardowali cytadelę. Lokalny dowódca joannitów, Galatian de Sesse, uznając obronę za całkowicie bez szans, poddał fortecę, w wyniku czego korsarze splądrowali miasto, zagarniając w niewolę praktycznie całą (około 5000 osób) społeczność wyspy. Turgut i Sinan pożeglowali teraz ku Libii, gdzie oddali brańców na targu niewolników w Tarhuna wa-Masalata.
W sierpniu 1551 roku Turgut Reis zaatakował i zdobył Trypolis w Libii, który był w posiadaniu joannitów od 1530. Do niewoli został wzięty Gaspare de Villers, dowódca fortecy, a wraz z nim wielu znanych rycerzy Zakonu pochodzących z Włoch i Francji. Jednak, wobec interwencji francuskiego ambasadora w Stambule, Gabriela d’Aramona, francuscy rycerze zostali uwolnieni. Lokalny dowódca, Ağa Murat, był początkowo mianowany gubernatorem Trypolisu, ale wkrótce tytuł dostał się Turgutowi wraz z godnością Sandżak Beja (gubernatora prowincji).

## Ostatnie kampanie i oblężenie Malty
W roku 1559 odparł hiszpański atak na Algier i stłumił bunt w Trypolisie. W tym samym roku zdobył maltański okręt w pobliżu Mesyny. Przesłuchując załogę dowiedział się, że joannici przygotowują generalny szturm Trypolisu, postanowił więc wrócić do Afryki i przygotować obronę miasta.
Miał wielu wrogów wśród nominalnie podległych imperium osmańskiemu, w rzeczywistości niepodległych władców w zachodniej Afryce Północnej, z których kilku zawarło w roku 1560 przymierze z wicekrólem Cerdy na Sycylii, przygotowującym się – na rozkaz króla Filipa II – do ataku na Trypolis. Kampania ta nie doszła do skutku, bowiem Pijal Pasza i Turgut pokonali flotę Świętej Ligi w bitwie pod Dżerbą.
W marcu 1561 Turgut Reis i Uluch Ali w pobliżu wyspy Marettimo porwali do niewoli Vincenza Cicalę i Luigiego Osorio. W czerwcu Turgut wylądował na Stromboli. Operując z tej bazy w lipcu przechwycił siedem maltańskich galer dowodzonych przez kawalera Guimarensa, którego wkrótce uwolnił w zamian za okup w wysokości 3000 dukatów w złocie. W sierpniu 1561 zablokował – na czele 35 galer – port w Neapolu. W roku następnym obległ Oran będący wówczas w hiszpańskich rękach.
W roku 1563 wylądował w hiszpańskiej prowincji Grenada i uprowadził do niewoli cztery tysiące mieszkańców Almuñécar. We wrześniu tegoż roku ponownie pożeglował do Neapolu i zagarnął sześć statków koło wyspy Capri. Stamtąd popłynął ku Ligurii i Sardynii, napadaqjąc przybrzeżne miasteczka, jak Oristano, Marcellino czy Ercolento.
Gdy sułtan Sulejman rozpoczął oblężenie Malty, Turgut dołączył 31 maja 1565 roku do Pijala i sił osmańskich na czele 1600 ludzi (3000 według niektórych źródeł) i 15 okrętów (13 galer i 2 galeoty). Wysadził swe wojska u wejścia do zatoki Marsamuscetto, w miejscu noszącym do dziś miano Dragut Point. Gdy spotkał się z dowódcą wojsk oblężniczych Lala Mustafą, który oblegał właśnie fort św. Elma, doradził mu, by wpierw zdobył cytadele Gozo i Mdiny (dawnej stolicy Malty), ale jego rada została zlekceważona. Chcąc mimo wszystko przyłożyć się do zwycięstwa, skoncentrował ogień swych 30 dział na forcie św. Elma strzegącego wejścia do Wielkiego Portu. W ciągu 24 godzin armaty tureckie wystrzeliły 6 000 pocisków. 17 czerwca kula armatnia wystrzelona z fortu św. Anioła po drugiej stronie zatoki uderzyła w skalisty grunt koło tureckiej baterii. Kamienne odłamki śmiertelnie raniły Turgut Reisa, który żył jeszcze do 23 czerwca 1565, a więc do chwili, gdy fort św. Elma został wzięty.
Jego ciało zostało przewiezione przez Ulucha Paszę do Trypolisu i tam pochowane.